# Wilheim Vilmos
Wilheim Vilmos (Budapest, 1895. november 25. – 1962) magyar labdarúgó és edző, banktisztviselő.

## Életútja
Wilheim Adolf és Deutsch Ilona fiaként született. 1923. október 21-én Budapesten házasságot kötött Friedmann Klára Erzsébettel. 1938. augusztus 16-án feleségével együtt áttért az izraelitáról a római katolikus vallásra. 1952-ben az Amerikai Egyesült Államokba költözött, 1957-ben honosításért folyamodott.

## Sikerei, díjai

### Játékosként
- Ferencvárosi TC:
  - Magyar labdarúgó-bajnokság ezüstérmes: 1921–22, 1923–24, 1924–25
  - Magyar kupa: 1922

### Edzőként
- Calcio Padova:
  - Serie C bajnok: 1936-37